# Амбарцумян, Константин Саакович
Константи́н Саа́кович Амбарцумя́н псевдонимы "Ухтавор Костя", "Самвел" (арм. Կոստի (Կոնստանտին) Համբարձումյան — Коста Амбарцумян; 1882—1918) — военный деятель, член Всероссийского учредительного собрания. 

## Биография
По происхождению из крестьян. По одним сведениям высшее сельско-хозяйственное образование получил в Бельгии (Льеж) в 1908—1914 годах, по другим — в Болгарии. Агрохимик. Второе высшее образование получил в США.
Вернувшись из Европы впервые использовал химические удобрения для обогащения почвы в Симбирской губернии, а через год в Саратовской. Получив отличные результаты Амбарцумян планировал в будущем использовать свои знания на родине: возделывать Ванскую долину.
С 1903 года находился под полицейским надзором, член партии «Дашнакцутюн».
Политический эмигрант в США и Персии, организовал несколько терактов «Дашнакцутюна».
В 1908 году служил школьным инспектором в Капане. Организовал поставки оружия в Персию, для вооружения бойцов освободительного движения. В 1909 году был арестован и находился в заключении в Метехской тюрьме в Тифлисе. Впоследствии выслан из Закавказья в Харьков.
С 1915 году в составе отрядов армянских добровольцев участвовал в освобождении Вана.
В ноябре 1917 года  избран в Учредительное Собрание по Закавказскому избирательному округу по списку № 4 (партия "Дашнакцутюн").
Когда осенью 1917 года российские войска начали уходить из Вана, Амбарцумян стал главой временного правительства Вана. после ухода русских войск, возглавлял правительство Вана.
В 1918 году, когда мощные турецкие войска атаковали Ван, силы армянской самообороны под руководством Косты Амбарцумяна и Левона Шагояна были вынуждены отойти, обеспечивая безопасность армянских беженцев.
Погиб в бою с турецкими войсками на современной территории Ирака.

## Семья
- Брат — Саркис (Сако) Амбарцумян, председатель Совнаркома Армянской ССР (1925—1929);
- Сестра — Мария (Мариам), её муж Николай Григорян
- Сестра — Анна.
- Единокровный брат — Григорий, сын отца от второго брака.